# Gebrüder Bisson

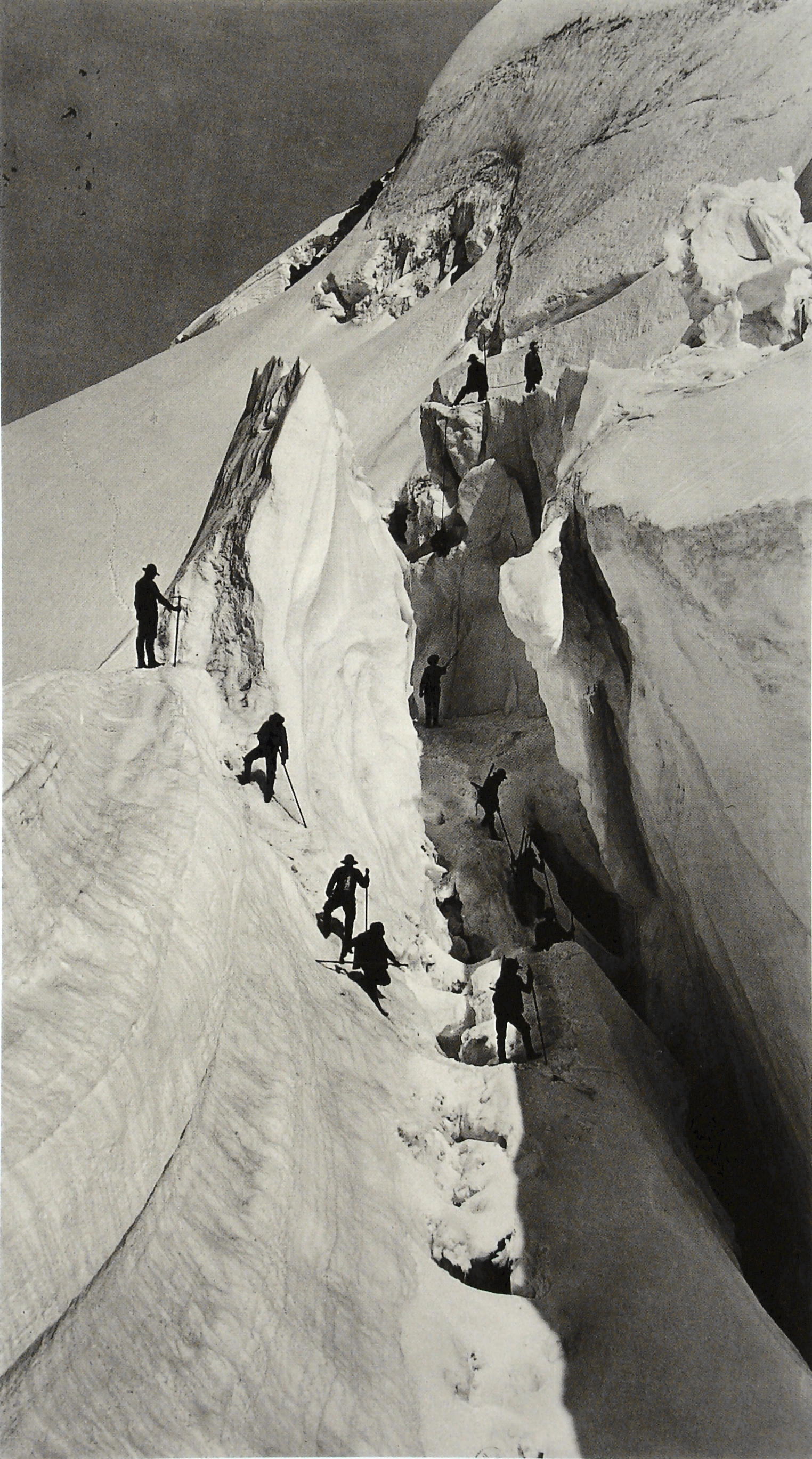
La Crevasse (Départ) – 1862

Die Gebrüder Bisson, Louis-Auguste Bisson (1814–1876, genannt „Bisson der Ältere“) und Auguste-Rosalie Bisson (1826–1900, genannt „Bisson der Jüngere“), waren zwei Pioniere der französischen Fotografie im 19. Jahrhundert.

## Leben und Werk
Zusammen mit Félix Nadar, Édouard Baldus und Gustave Le Gray waren sie die Ersten, die sich mit der Nutzung der Daguerreotypie und der Fotografie professionell beschäftigten. Die beiden Brüder waren Söhne des Heraldik-Malers Louis-François Bisson (1795–1865).
Die Gebrüder Bisson unterhielten ab 1841 ein Fotoatelier unter dem Namen „Bisson frères“ in der Rue Saint Germain in Paris. Das Studio hatten sie mit Hilfe eines Mäzens aufgebaut. Das auf Porträts spezialisierte Atelier wurde schnell bekannt und war bald ein Treffpunkt für Autoren und Künstler dieser Zeit.  Die Bissons bekamen den Auftrag, sämtliche Abgeordnete des französischen Senats zu fotografieren. Daneben fertigten sie von bekannten Gebäuden Architekturfotografien an; außerdem begleiteten sie zeitweise Napoleon III. und dokumentierten die Reisen fotografisch.
Die Brüder Bisson sind aber vor allem für ihre Serie von Fotografien über das Mont-Blanc-Massiv bekannt, das sie zweimal bestiegen. Mit der ersten Besteigung im Jahr 1861 schufen sie zugleich die allerersten Hochgebirgsfotografien. Im Unterschied zu anderen frühen Landschaftsfotografen, wie zum Beispiel Gustave Le Gray, waren die Gebrüder Bisson stets daran interessiert, die Landschaft nicht zu mystifizieren, sondern sie detailgenau und sachgerecht abzubilden.
Eines der bekanntesten Werke ist ein Porträt, das Louis-Auguste Bisson von Honoré de Balzac im Jahr 1842 nahm.
Im Jahr 1977 wurden Fotoarbeiten von den Gebrüdern Bisson auf der documenta 6 in Kassel in der berühmten Abteilung Fotografie gezeigt, die den Zusammenhang zur zeitgenössischen Kunst im Kontext von „150 Jahren Fotografie“ darstellte.